# احمق‌ها (فیلم ۱۹۹۶)
احمق‌ها (به انگلیسی: The Stupids) یک فیلم کمدی و ماجراجویانه محصول سال ۱۹۹۶ با بازی تام آرنولد و کارگردانی جان لندیس است.
این فیلم خانواده خیالی احمق‌ها را با نام خانوادگی مترادف با رفتارشان دنبال می‌کند. داستان با پدرسالار استنلی احمق شروع می‌شود که معتقد است «فرستنده» از حروف با علامت «بازگشت به فرستنده» مردی شرور است که قصد یک توطئه دارد. با اضافه کردن چندین سوء تفاهم، آنها ناخواسته جهان را از هرج و مرج نظامی نجات می‌دهند، در حالی که یک داستان جعلی دربارهٔ مردی خیالی به نام سندر و نقشه او برای مصادره نامه‌ها و زباله‌های غیرعادی است.

## خلاصه داستان
یک خانواده هنگام پیگیری زباله‌های دزدیده شده خود، ناخواسته درگیر یک معامله غیرقانونی اسلحه می‌شوند.

## بازخوردها
- این فیلم در ایالات متحده و کانادا ۲٫۴۹۱٫۹۸۹ دلار و در بریتانیا ۰٫۹ میلیون دلار از بودجه تخمینی ۲۵ میلیون دلار فروخت و ضعیف‌ترین فیلم کارگردان جان لندیس شد.[۲][۳]
- این فیلم با نقدهای منفی مواجه شد. در وب‌سایت جمع‌آوری نقد راتن تومیتوز بر اساس ۱۵ بررسی، تا نوامبر ۲۰۱۷ به این فیلم امتیاز ۲۰٪ داده شده است.[۴]
- تماشاگران مورد بررسی سینماسکور به فیلم نمره "C+" در مقیاس A+ تا F دادند.[۵]

## تمجیدها
در جوایز تمشک طلایی ۱۹۹۶ و جوایز فیلم بدبدبو در سال ۱۹۹۶، آرنولد بدترین بازیگر مرد را برای بازی در فیلم‌های قلدر بزرگ و هم‌سفری و این فیلم دریافت کرد. همچنین نامزد دریافت جوایز بدترین فیلم، بدترین کارگردانی (جان لندیس) و بدترین فیلمنامه (برنت فارستر) شد. برای بدبوها، همچنین نامزد بدترین فیلم و دردناک‌ترین کمدی خنده‌دار شد.